# 宮本正章
宮本 正章（みやもと まさあき、1959年 - ）は、日本の医師、博士（医学）。専門は血管・組織再生医学、循環器糖尿病学、脈管学、創傷治癒学。

## 経歴
東京都出身。芝高等学校を経て、1984年近畿大学医学部卒業。カリフォルニア大学ロサンゼルス校 (UCLA) 糖尿病研究センター研究員、京都大学再生医科学研究所器官形成応用分野助教授などを経て、2002年より日本医科大学第1内科助教授。1998年、日本膵臓学会学術賞受賞。2007年からは全国に先駆けて設置された同大学付属病院再生医療科の部長に就任、2010年より同科教授。2013年より循環器内科教授、また2014年からは高気圧酸素治療室長も兼務している。

## その他の業績
2004年、再生医療領域では初となる「治療抵抗性バージャー病、閉塞性動脈硬化症 (ASO) に対する自己骨髄細胞による血管再生治療」により高度先進医療承認を獲得（現在は先進医療B）。また2007年にはマゴットセラピーの事業を手掛ける会社を起業、東京都ベンチャー技術大賞を受賞している。